# Svingel
Svingel (Festuca) er en græsslægt, som er udbredt i Europa, Nordafrika, Asien og Nordamerika. Det er stauder med en tueformet vækst og smalle, indrullede blade. Blomsterne er samlet i treaksede toppe med 3-mangeblomstrede småaks. Her omtales kun de arter, som er vildtvoksende i Danmark, eller som dyrkes her.
| Beskrevne arter |

- Skovsvingel (Festuca altissima)
- Regnbuesvingel (Festuca amethystina)
- Strandsvingel (Festuca arundinacea)
- Bjørnegræs (Festuca gautieri)
- Kæmpesvingel (Festuca gigantea)
- Blå svingel (Festuca glauca)
- Forskelligbladet svingel (Festuca heterophylla)
- Hård tussock (Festuca nova-zelandiae)
- Fåresvingel (Festuca ovina)
- Baltisk svingel (Festuca polesica)
- Engsvingel (Festuca pratensis)
- Rød svingel (Festuca rubra)
- Finbladet svingel (Festuca tenuifolia)
- Bakkesvingel (Festuca trachyphylla)
- Festuca valesiaca

| Andre arter |

| - Festuca abyssinica - Festuca actae - Festuca alatavica - Festuca alpina - Festuca altaica - Festuca ampla - Festuca arenaria - Festuca arenaria - Festuca argentina - Festuca arizonica - Festuca arvernensis - Festuca aurasiaca - Festuca baffinensis - Festuca beckeri - Festuca brachyphylla - Festuca burnatii - Festuca caerulescens - Festuca californica - Festuca callieri - Festuca calligera - Festuca campestris - Festuca caprina - Festuca cinerea - Festuca contracta - Festuca cretacea - Festuca cumminsii - Festuca dahurica - Festuca dasyclada | - Festuca dimorpha - Festuca djimilensis - Festuca dolichophylla - Festuca drymeja - Festuca durandoi - Festuca elegans - Festuca elmeri - Festuca eskia - Festuca extremiorientalis - Festuca filiformis - Festuca gracillima - Festuca halleri - Festuca hawaiiensis - Festuca hervieri - Festuca hystrix - Festuca idahoensis - Festuca indigesta - Festuca juncifolia - Festuca karatavica - Festuca kingii - Festuca komarovii - Festuca kronenbergii - Festuca kurtziana - Festuca laxa - Festuca lemanii - Festuca lenensis - Festuca ligulata - Festuca litvinovii | - Festuca longifolia - Festuca longipes - Festuca lucida - Festuca magellanica - Festuca mairei - Festuca matthewsii - Festuca monticola - Festuca muelleri - Festuca multinodis - Festuca occidentalis - Festuca orthophylla - Festuca pallens - Festuca pallescens - Festuca panciciana - Festuca paradoxa - Festuca picturata - Festuca polycolea - Festuca porcii - Festuca procera - Festuca psammophila - Festuca pseudodalmatica - Festuca pseudoeskia - Festuca pseudovina - Festuca pulchella - Festuca pungens - Festuca purpurascens - Festuca quadriflora - Festuca rigescens | - Festuca rivularis - Festuca roemeri - Festuca rupicaprina - Festuca rupicola - Festuca saximontana - Festuca scabra - Festuca scabriuscula - Festuca scariosa - Festuca sclerophylla - Festuca sibirica - Festuca sinensis - Festuca spadicea - Festuca spectabilis - Festuca stricta - Festuca subulata - Festuca subuliflora - Festuca subverticillata - Festuca tatrae - Festuca thurberi - Festuca vaginata - Festuca varia - Festuca venusta - Festuca versuta - Festuca violacea - Festuca viridula - Festuca vivipara - Festuca weberbaueri - Festuca xanthina |